# Phayre-Brillenlangur
Der Phayre-Brillenlangur (Trachypithecus phayrei), auch als Phayres Schlankaffe bezeichnet, ist eine Primatenart aus der Gattung der Haubenlanguren. Das Artepitheton bezieht sich auf Sir Arthur Purves Phayre (1812–1885), den ersten Generalkommissar von Britisch-Burma (heute Myanmar).

## Beschreibung
Die Männchen erreichen eine Kopf-Rumpf-Länge von 51 bis 55 cm, die Weibchen sind kleiner mit einer Länge 45 bis 53 cm. Der Schwanz erreicht eine Länge von 64 bis 87 cm und hat an der Spitze einen dunklen Haarbüschel. Das Gewicht beträgt bei den Männchen 7 bis 9 kg, bei den Weibchen 5 bis 7 kg. Das Fell ist am Rücken graubraun, die Unterseite sowie die Lippen sind weiß. Die Augen sind von einem breiten, weißen, brillenförmigen Ring umgeben. Gesicht, Hände und Füße sind schwarz gefärbt. Die Oberarme, die Beine und der Schwanz sind silbergrau. Das verlängerte Schopfhaar kommt nur bei den erwachsenen Tieren vor und ist nach hinten gerichtet.

## Verbreitung und Lebensraum
Das Verbreitungsgebiet des Phayre-Brillenlanguren erstreckt sich von Osten von Bangladesch und dem Süden von Nordostindien bis in die westlich des Ayeyarwady und des Chindwin gelegenen Gebiete von Myanmar. Sein Habitat sind Primärwälder und Sekundärwälder mit dichter immergrüner Vegetation, Bambusvegetation, Teeplantagen sowie Abhänge und Flussbänke.

## Lebensweise
Diese Primaten sind wie alle Altweltaffen tagaktiv. Sie leben vorwiegend auf den Bäumen, kommen aber gelegentlich auf den Boden. Sie leben in Gruppen von 3 bis 30 Tieren, diese sind im Gegensatz zu den meisten anderen Haubenlanguren nicht nur Haremsgruppen mit einem Männchen, sondern können auch mehrere Männchen umfassen. Es sind territoriale Tiere, die ihr Revier gegenüber fremden Gruppen verteidigen.
Die Nahrung dieser Tiere besteht vorwiegend aus Blättern, daneben nehmen sie auch Schößlinge und Früchte zu sich. Wie alle Schlankaffen haben sie einen mehrkammerigen Magen zur besseren Verwertung der schwer verdaulichen Nahrung.
In der Regel bringt das Weibchen ein einzelnes Jungtier zur Welt, das wie bei allen Haubenlanguren zunächst orange-gelb gefärbt ist.

## Systematik
Der Phayre-Brillenlangur wurde 1847 durch den englischen Zoologen Edward Blyth erstmals wissenschaftlich beschrieben. Später wurde er der Gattung Trachypithecus zugeordnet, die im Jahr 1862 durch den deutschen Naturwissenschaftler Ludwig Reichenbach eingeführt wurde. 
Früher wurden drei Unterarten unterschieden: T. p. phayrei im Osten von Bangladesh, im Nordosten von Indien und im Westen von Myanmar, T. p. shanicus aus dem Südwesten von China und dem Norden und Osten von Myanmar und T. p. crepusculus im Norden von Vietnam, Laos und Thailand. Letztere wurde im Primatenband des Handbook of the Mammals of the World, der im April 2013 erschienen ist, zu einer eigenständigen Art, dem Indochina-Brillenlanguren (T. crepusculus).
Im November 2020 wurde eine Studie veröffentlicht in der die Systematik des Phayre-Brillenlanguren genau untersucht wurde. Die Autoren stellten fest, dass der Phayre-Brillenlangur aus drei Kladen besteht, die sich genetisch, anhand ihrer Fellfärbung und teilweise auch morphometrisch unterscheiden lassen. Die westliche Klade entspricht der Nominatform (T. p. phayrei) des Phayre-Brillenlanguren und verbleibt damit bei der Art. Die in Zentralmyanmar vorkommende Klade wurde als neue Art (Popa-Langur (Trachypithecus popa)) beschrieben, und die östliche Klade wurde, dem phylogenetischen Artkonzept folgend, unter der Bezeichnung Trachypithecus melamera (Shan-Staaten-Brillenlangur) ebenfalls zu einer eigenständigen Art erklärt. Sie entspricht der Unterart T. p. shanicus. Die Bezeichnung Trachypithecus melamera, im Jahr 1909 durch den US-amerikanischen Zoologen Daniel Giraud Elliot eingeführt, hat gemäß der Prioritätsregel Vorrang vor dem Namen Trachypithecus shanicus, der 1917 durch Robert Charles Wroughton geprägt wurde.
Der Phayre-Brillenlangur bildet zusammen mit dem Popa-Langur, dem Indochina-Brillenlangur, dem Südlichen Brillenlangur, dem Tenasserim-Langur und dem Shan-Staaten-Brillenlangur die obscurus-Gruppe innerhalb der Gattung der Haubenlanguren.

## Status
Die IUCN stuft die Art als „stark gefährdet“ ein. Sie wird wegen ihres Fleisches bejagt, und in der Traditionellen Chinesischen Medizin wird ihren Gallensteinen eine heilsame Wirkung zugeschrieben. Daneben dürfte auch die fortschreitende Zerstörung des Lebensraumes durch Waldrodungen eine Bedrohung darstellen.